# Hornaday Rock
Der Hornaday Rock ist ein Klippenfelsen vor der Westspitze Südgeorgiens. Im Bird Sound liegt er 1 km westsüdwestlich des Kap Alexandra.
Der Name des Felsens ist erstmals auf Landkarten aus den 1930er Jahren verzeichnet. Der South Georgia Survey kartierte ihn erneut bei seiner von 1951 bis 1957 dauernden Vermessungskampagne. Das UK Antarctic Place-Names Committee benannte ihn 1958 nach dem US-amerikanischen Zoologen William Temple Hornaday (1854–1937), Direktor des Bronx Zoo von 1896 bis 1926, der sich ab 1907 für den Schutz von Pelzrobben eingesetzt hatte.